# Fox River, Manitoba
Fox River är ett vattendrag i Kanada.   Det ligger i provinsen Manitoba, i den östra delen av landet, 1 700 km nordväst om huvudstaden Ottawa.
Omgivningarna runt Fox River är i huvudsak ett öppet busklandskap. Trakten runt Fox River är nära nog obefolkad, med mindre än två invånare per kvadratkilometer.